# Australische Lager für Asylsuchende
Diese Liste enthält aktuelle und geschlossene australische Lager für Asylsuchende. Diese Lager sind im eigentlichen Sinne Einwanderungshaftanstalten. Denn dort werden die sogenannten Boatpeople in Einwanderungshaft festgehalten, wo sie ohne Rechtsanspruch festgehalten werden. Sie können ihr Asylanliegen nicht vor australischen Gerichten vortragen bzw. einklagen.
Mit dem Migration Amendment (Excision from Migration Zone) Act 2001 hat das australische Parlament die Außengebiete Ashmore- und Cartierinseln, Kokosinseln und die Weihnachtsinsel, obwohl australische Hoheitsgebiete, von seiner Migrationzone gestrichen. Das bedeutet, dass Boatpeople, die dort anlanden, keinen Asylantrag stellen können und eine Straftat nach australischem Recht begehen. Sie können jederzeit abgeschoben oder in Einwanderungshaft genommen werden. Entsprechend dem MIGRATION ACT 1958 könnte diese Zone jederzeit durch einen weiteren Gesetzesakt erweitert werden.
Für die sogenannten Boatpeople gibt es zwei Lager außerhalb des australischen Hoheitsgebiets, das Nauru Regional Processing Centre in dem kleinen Inselstaat Nauru und das Manus Regional Processing Centre in Papua-Neuguinea. Das auf der Insel Manus befindliche Internierungslager muss nach einem höchstrichtlichen Urteil des Verfassungsgerichts von Papua Neuquinea bis zum 31. Oktober 2017 geschlossen sein. Im November 2017 wurden die Insassen in die drei neuen Unterbringungszentren East Lorengau, West Lorengau und Hillside Haus gebracht.
Im Januar 2014 kündigte Scott Morrison, der australische Minister für Einwanderung unter Premierminister Tony Abbott, die Schließung von drei Internierungslagern an. Ende Februar 2014 sollten die Lager Scherger in Queensland, Port Augusta in South Australia und Leonora in Western Australia geschlossen werden. Die Asylsuchenden aus diesen Lagern wurden auf die anderen australischen Internierungslager verteilt. Das Lager Ponteville auf Tasmanien war bereits im September 2013 geschlossen worden.
Der derzeit amtierende australische Immigrationsminister Peter Dutton von der Liberal Party of Australia gab Ende April 2016 bekannt, dass er die Internierungslager Maribyrnong Immigration Detention Centre bei Melbourne, Villawood Immigration Detention Centre in Sydney und Perth Immigration Residential Housing Facility in Perth in absehbarer Zeit schließen werde, sofern die Belegungszahlen weiterhin sinken werden. Dies sei ein Erfolg der Politik stop the boats.

## Siehe auch

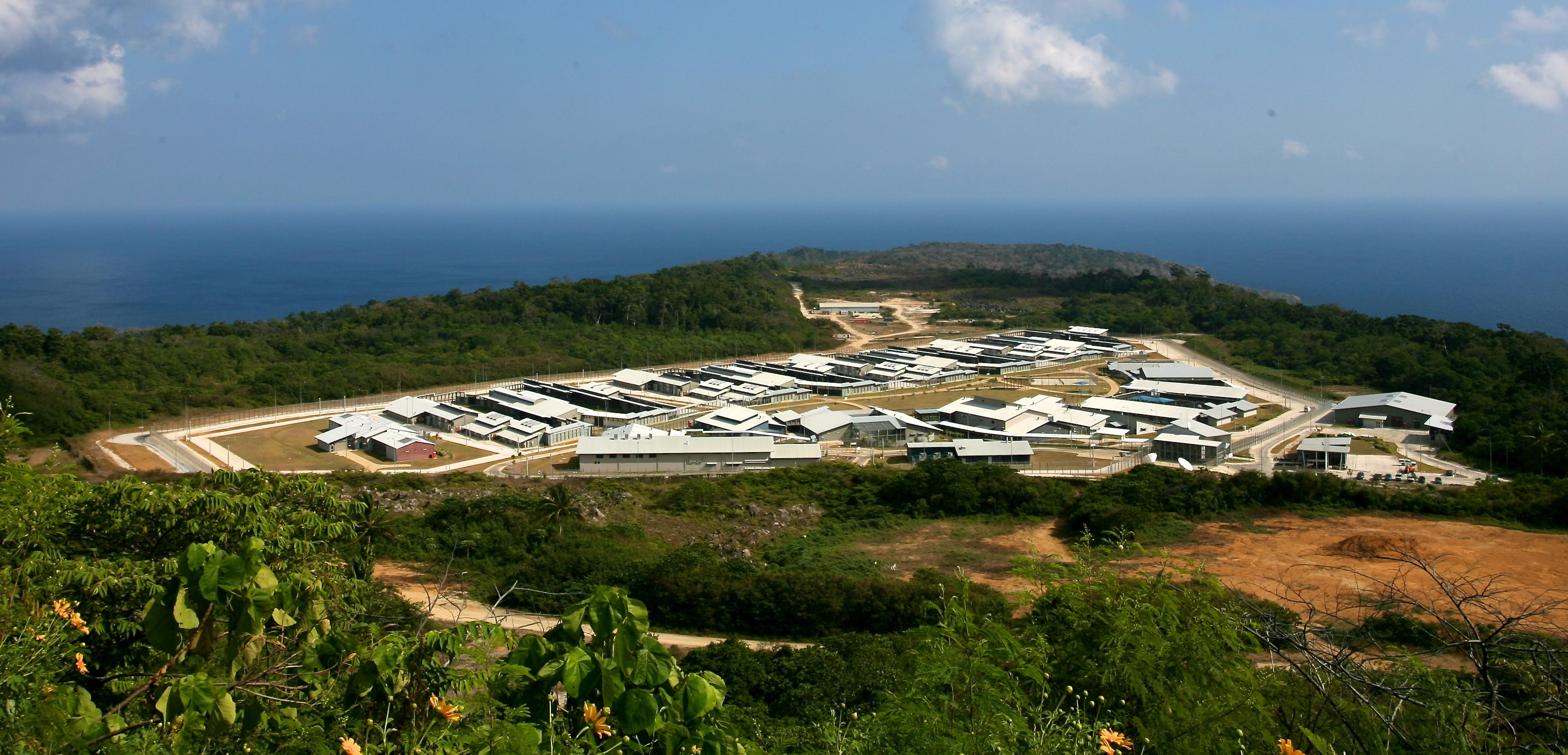
Das in Betrieb befindliche 40 Hektar Land umfassende Christmas Island Immigration Reception and Processing Centre (in Betrieb) auf der Weihnachtsinsel (2008)
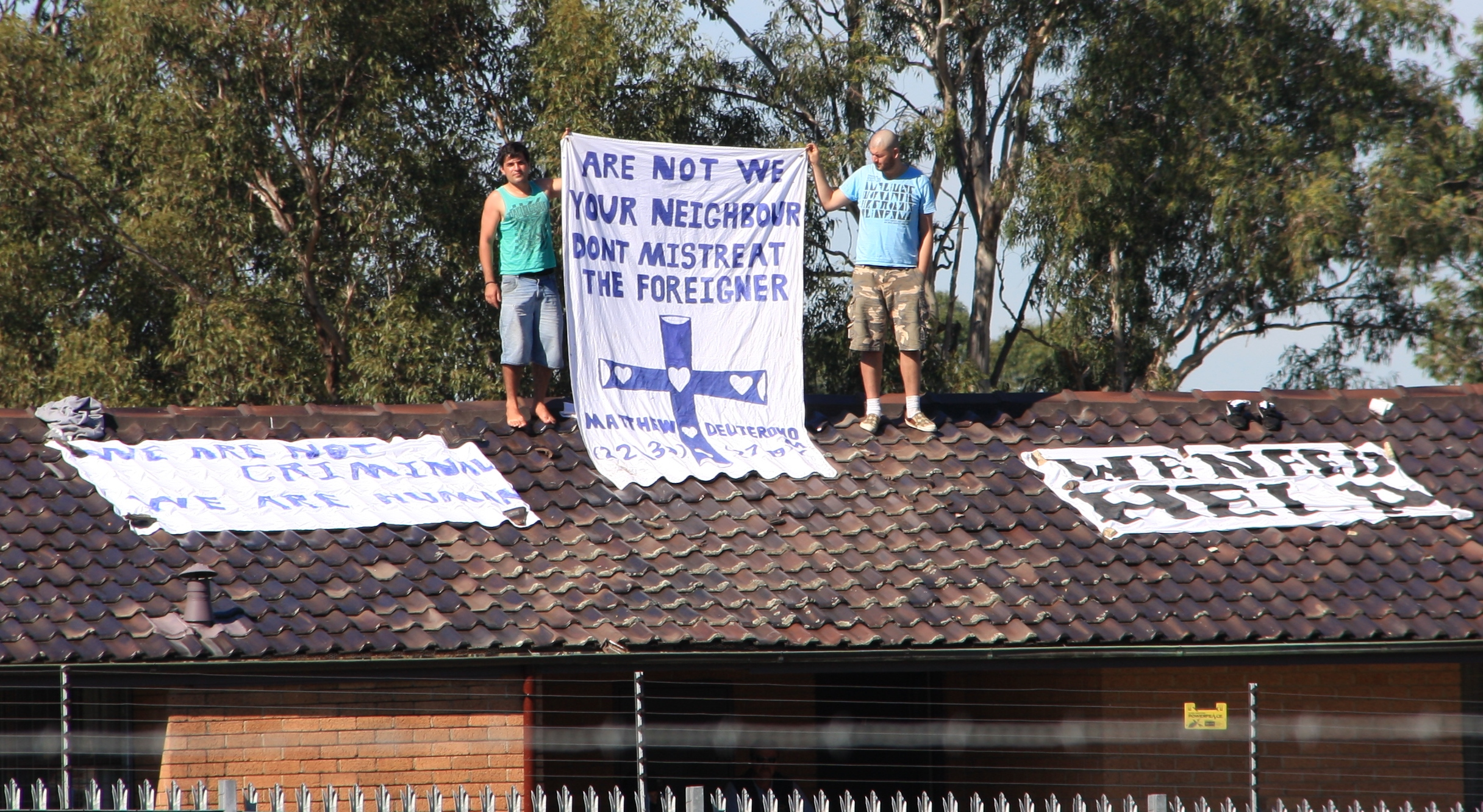
Asylsuchende protestieren auf dem Dach des Villawood Immigration Detention Centre (in Betrieb) in Villawood, einer Vorstadt von Sydney (22. April 2011)
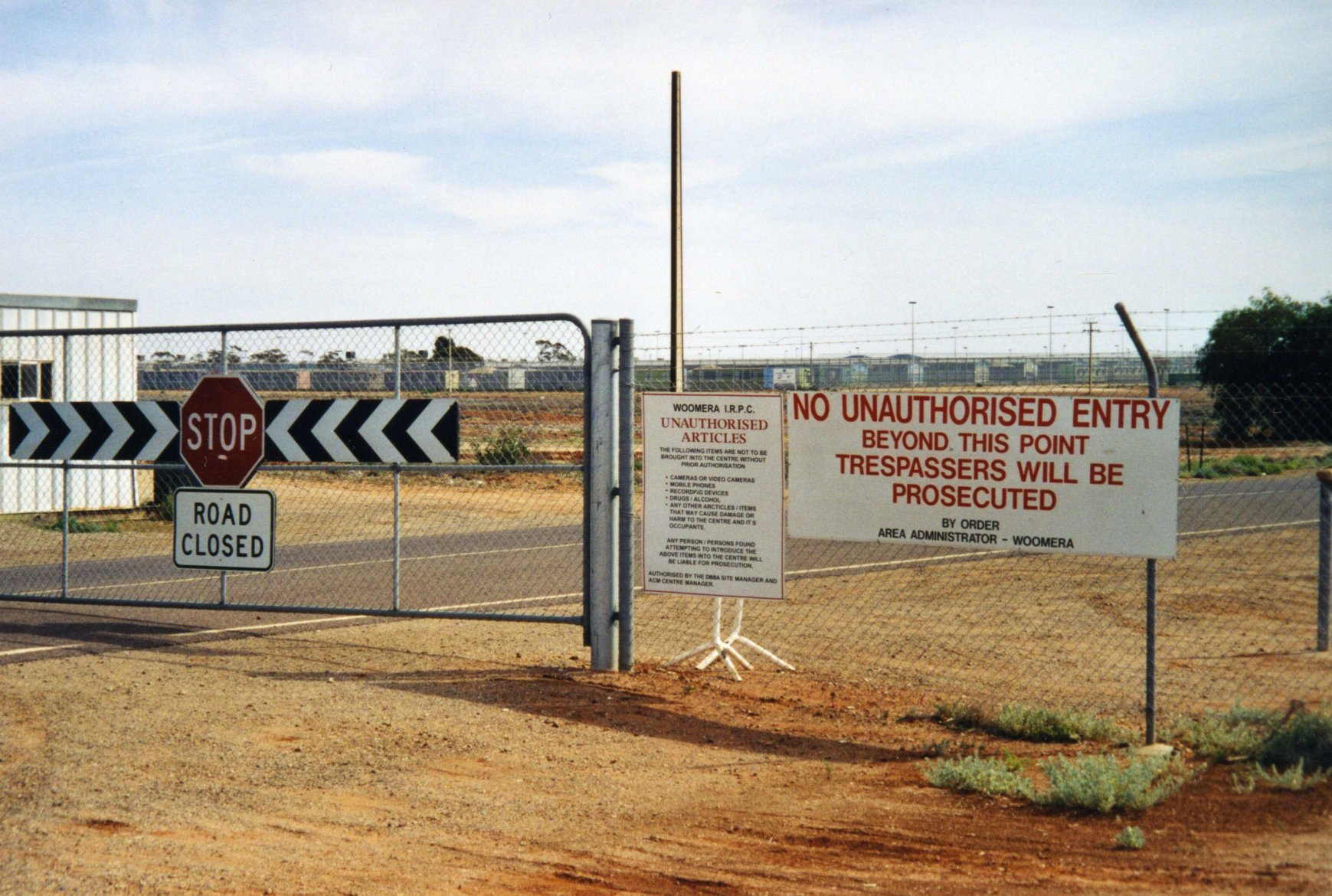
Eingang des Woomera Immigration Reception and Processing Centre (geschlossen) (Bild: April 2003)